# Pratanurida
Genre
Pratanurida est un genre de collemboles de la famille des Neanuridae.

## Liste des espèces
Selon Checklist of the Collembola of the World (version du 1er novembre 2019) :
- Pratanurida boerneri (Schött, 1902)
- Pratanurida cassagnaui (Rusek, 1973)
- Pratanurida foxi Fjellberg, 1985
- Pratanurida harti Christiansen & Bellinger, 1980
- Pratanurida minuta (Selga, 1966)
- Pratanurida mucronata (Ellis, 1976)
- Pratanurida  podolica Kaprus & Weiner, 2002
- Pratanurida tananensis Fjellberg, 1985

## Publication originale
- Rusek, 1973 : Neue Collembolen von den Uberschwimmungsviesen Sud-Mahrens. Věstnik Československé Zoologické Společnosti, vol. 37, no 3, p. 183-194.